# Ԣ (слово ћирилице)
Ԣ ԣ (Ԣ ԣ; укосо: Ԣ ԣ) је слово ћирилице. Зове се Н са средњом куком. Његов облик је изведен од ћириличног слова Н (Н н), додавањем куке на средину десне ноге.
Н са средњом куком се раније користило у азбуци чувашког језика, где је представљао палатализовани алвеоларни носни звук /нʲ/.

## Рачунарски кодови
| Знак                      | Ԣ                                           | Ԣ                                           | ԣ                                         | ԣ                                         |
| ------------------------- | ------------------------------------------- | ------------------------------------------- | ----------------------------------------- | ----------------------------------------- |
| Назив у Уникоду           | CYRILLIC CAPITAL LETTER EN WITH MIDDLE HOOK | CYRILLIC CAPITAL LETTER EN WITH MIDDLE HOOK | CYRILLIC SMALL LETTER EN WITH MIDDLE HOOK | CYRILLIC SMALL LETTER EN WITH MIDDLE HOOK |
| Врста кодирања            | децимална                                   | хексадецимална                              | децимална                                 | хексадецимална                            |
| Уникод                    | 1314                                        | U+0522                                      | 1315                                      | U+0523                                    |
| UTF-8                     | 212 162                                     | D4 A2                                       | 212 163                                   | D4 A3                                     |
| Нумеричка референца знака | &#1314;                                     | &#x522;                                     | &#1315;                                   | &#x523;                                   |

## Слична слова
• Н н - Ћирилично слово Н;
• Ь ь - Ћирилично слово меки знак;
• Ñ ñ - Латинично слово Њ (Н са тилдом);
• Ń ń - Латинично слово Н са акутом;
• Ň ň - Латинично слово Н са кароном;
• Љ љ - Ћирилично слово Љ.